# Золотниківський замок
Золотниківський замок — втрачена оборонна споруда в селі Золотниках Золотниківської громади Тернопільського району Тернопільської области України.

## Відомості
Споруджений в кінці XV — на початку XVI ст. Вільчеківими. За іншими даними у селі розташовувалося два замки — в північній частині містечка, де були передмістя Хатки — замок Вільчеків, в передмісті Підмуре — замок Золотницьких, котрі перебували в родинних зв'язках з Золотницькими.
В 1626 р. кримські татари зруйнували фортецю, але її швидко відбудували. 1648 р. Золотниківський замок був остаточно зруйнований, коли його здобули козацько-селянські загони Богдана Хмельницького разом з повсталими місцевими жителями.
У 1862 р. Серватовський спорудив костел святого Станіслава, використавши для будівництва камінь зруйнованого замку.
Нині не залишилося жодного сліду від фортеці.